# Salbris
Salbris é uma comuna francesa na região administrativa do Centro, no departamento Loir-et-Cher. Estende-se por uma área de 106,72 km². Em 2010 a comuna tinha 5 160 habitantes (densidade: 48,4 hab./km²).